# Maria Walpole
Maria Walpole (Westminster, 10 luglio 1736 – Brompton, 22 agosto 1807) fu un membro della famiglia reale britannica in quanto moglie del principe Guglielmo Enrico, duca di Gloucester ed Edimburgo. Il suo matrimonio con il Duca, senza il consenso di re Giorgio III, portò all'approvazione del Royal Marriages Act 1772.

## Biografia
Maria era figlia di Edward Walpole, e della sua amante, Dorothy Clements; suo nonno era Sir Robert Walpole, considerato il primo tra i Primi ministri del Regno Unito. Venne cresciuta a Frogmore House, a Windsor, ma i suoi genitori non erano sposati, quindi la loro condizione di illegittimità oscurò lo status sociale della figlia, nonostante i suoi legami familiari.

## Matrimoni

### Primo Matrimonio
Sposò, il 15 maggio 1759, James Waldegrave, II conte Waldegrave, figlio di James Waldegrave, I conte Waldegrave. Ebbero tre figlie:
- Lady Elizabeth Laura Waldegrave (1760–1816), sposò George Waldegrave, IV conte Waldegrave, ebbero cinque figli;
- Lady Charlotte Maria Waldegrave (1761–1808), sposò George FitzRoy, IV duca di Grafton, ebbero undici figli;
- Lady Anna Horatia Waldegrave (1762–1801), sposò l'ammiraglio Lord Hugh Seymour, ebbero sei figli.

### Secondo Matrimonio
Sposò, il 6 settembre 1766, il principe Guglielmo Enrico, duca di Gloucester ed Edimburgo in casa propria a Pall Mall, a Londra; Guglielmo Enrico era il terzo figlio di Federico, principe di Galles e fratello di re Giorgio III del Regno Unito. Il matrimonio venne celebrato in segreto, visto che la famiglia reale britannica non avrebbe approvato un matrimonio tra un principe di sangue reale ed una vedova di rango non reale, di nascita illegittima. Vissero a St. Leonard's Hill a Clewer, vicino a Windsor ed ebbero tre figli:
- S.A.R. Principessa Sofia di Gloucester ed Edimburgo (1773–1844);
- Sua Altezza Principessa Carolina di Gloucester ed Edimburgo (1774–1775);
- S.A.R. Principe Guglielmo Federico, duca di Gloucester ed Edimburgo (1776–1834).

Il loro matrimonio, e quello del Duca di Cumberland, fratello di Guglielmo Enrico, condusse all'approvazione del Royal Marriages Act 1772, che imponeva a tutti i discendenti di Giorgio II di richiedere l'approvazione preventiva del sovrano per i loro matrimoni. In ogni caso la disposizione normativa non poteva essere applicata retrospettivamente e quindi l'unione di Maria e Guglielmo Enrico venne considerata legale a tutti gli effetti dal Parlamento. Maria quindi divenne Sua Altezza Reale la Duchessa di Gloucester ed Edimburgo ma, a causa dello sdegno di Giorgio III per il matrimonio, ella non venne mai accettata a corte.

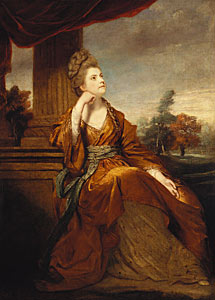
Ritratto della duchessa di Gloucester, di Sir Joshua Reynolds, 1771-1774.

Sua figlia Carolina morì all'età di nove mesi dopo l'inoculazione di materiale vaioloso inteso a vaccinarla contro il vaiolo. In quanto bisnipoti di un sovrano (Giorgio II), i bambini Gloucester ed Edimburgo sin dalla nascita avevano il trattamento di Altezza ed utilizzavano la designazione territoriale di Gloucester ed Edimburgo in congiunzione con il loro titolo principesco; dopo che Guglielmo Federico si sposò con la cugina Maria, lui e la sorella sopravvissuta, Sofia, vennero innalzati al rango di Altezza Reale.

## Titoli nobiliari
- 10 luglio 1736 – 15 maggio 1759: Miss Maria Walpole
- 15 maggio 1759 – 28 aprile 1763: The Right Honourable la Contessa Waldegrave
- 28 aprile 1763 – 6 settembre 1766: The Right Honourable la Contessa Vedova Waldegrave
- 6 settembre 1766 - 25 agosto 1805: Sua Altezza Reale la Duchessa di Gloucester ed Edimburgo
- 25 agosto 1805 – 22 agosto 1807: Sua Altezza Reale la Duchessa Vedova di Gloucester ed Edimburgo

## Ascendenza
|                                   |              |                    | Genitori                            |  |  | Nonni |  |  | Bisnonni       |  |  | Trisnonni          |  |
|                                   |              |                    |                                     |  |  |       |  |  | Robert Walpole |  |  | Sir Edward Walpole |  |
|                                   |              |                    |                                     |  |  |       |  |  | Robert Walpole |  |  | Sir Edward Walpole |  |
|                                   |              | Susan Crane        |                                     |  |  |       |  |  | Robert Walpole |  |  |                    |  |
| Robert Walpole, I conte di Orford |              |                    |                                     |  |  |       |  |  | Robert Walpole |  |  |                    |  |
|                                   |              | Mary Burwell       | Sir Geoffrey Burwell                |  |  |       |  |  |                |  |  |                    |  |
|                                   |              | Mary Burwell       | Sir Geoffrey Burwell                |  |  |       |  |  |                |  |  |                    |  |
|                                   |              | Mary Burwell       | Elizabeth Derehaugh                 |  |  |       |  |  |                |  |  |                    |  |
| Sir Edward Walpole                |              | Mary Burwell       |                                     |  |  |       |  |  |                |  |  |                    |  |
|                                   |              | Sir John Shorter   | Sir John Shorter                    |  |  |       |  |  |                |  |  |                    |  |
|                                   |              | Sir John Shorter   | Sir John Shorter                    |  |  |       |  |  |                |  |  |                    |  |
|                                   |              | Sir John Shorter   | Isabella Birkett                    |  |  |       |  |  |                |  |  |                    |  |
| Catherine Shorter                 |              | Sir John Shorter   |                                     |  |  |       |  |  |                |  |  |                    |  |
|                                   |              | Elizabeth Phillips | Sir Erasmus Philipps, III baronetto |  |  |       |  |  |                |  |  |                    |  |
|                                   |              | Elizabeth Phillips | Sir Erasmus Philipps, III baronetto |  |  |       |  |  |                |  |  |                    |  |
|                                   |              | Elizabeth Phillips | Catherine Darcy                     |  |  |       |  |  |                |  |  |                    |  |
| Mary Walpole                      |              | Elizabeth Phillips |                                     |  |  |       |  |  |                |  |  |                    |  |
|                                   | John Clement | …                  |                                     |  |  |       |  |  |                |  |  |                    |  |
|                                   | John Clement | …                  |                                     |  |  |       |  |  |                |  |  |                    |  |
|                                   | John Clement | …                  |                                     |  |  |       |  |  |                |  |  |                    |  |
| Hammond Clement                   | John Clement |                    |                                     |  |  |       |  |  |                |  |  |                    |  |
|                                   |              | …                  | …                                   |  |  |       |  |  |                |  |  |                    |  |
|                                   |              | …                  | …                                   |  |  |       |  |  |                |  |  |                    |  |
|                                   |              | …                  | …                                   |  |  |       |  |  |                |  |  |                    |  |
| Dorothy Clement                   |              | …                  |                                     |  |  |       |  |  |                |  |  |                    |  |
|                                   |              | …                  | …                                   |  |  |       |  |  |                |  |  |                    |  |
|                                   |              | …                  | …                                   |  |  |       |  |  |                |  |  |                    |  |
|                                   |              | …                  | …                                   |  |  |       |  |  |                |  |  |                    |  |
| Priscilla Clement                 |              | …                  |                                     |  |  |       |  |  |                |  |  |                    |  |
|                                   |              | …                  | …                                   |  |  |       |  |  |                |  |  |                    |  |
|                                   |              | …                  | …                                   |  |  |       |  |  |                |  |  |                    |  |
|                                   |              | …                  | …                                   |  |  |       |  |  |                |  |  |                    |  |
|                                   |              | …                  |                                     |  |  |       |  |  |                |  |  |                    |  |